# Palazzo Maldura
Palazzo Maldura è un edificio civile padovano che è stato fino al 2019 sede sia del Dipartimento di studi linguistici e letterari che della Biblioteca Maldura dell'Università di Padova, poi entrambi trasferiti nel nuovo Complesso Beato Pellegrino.

## Storia

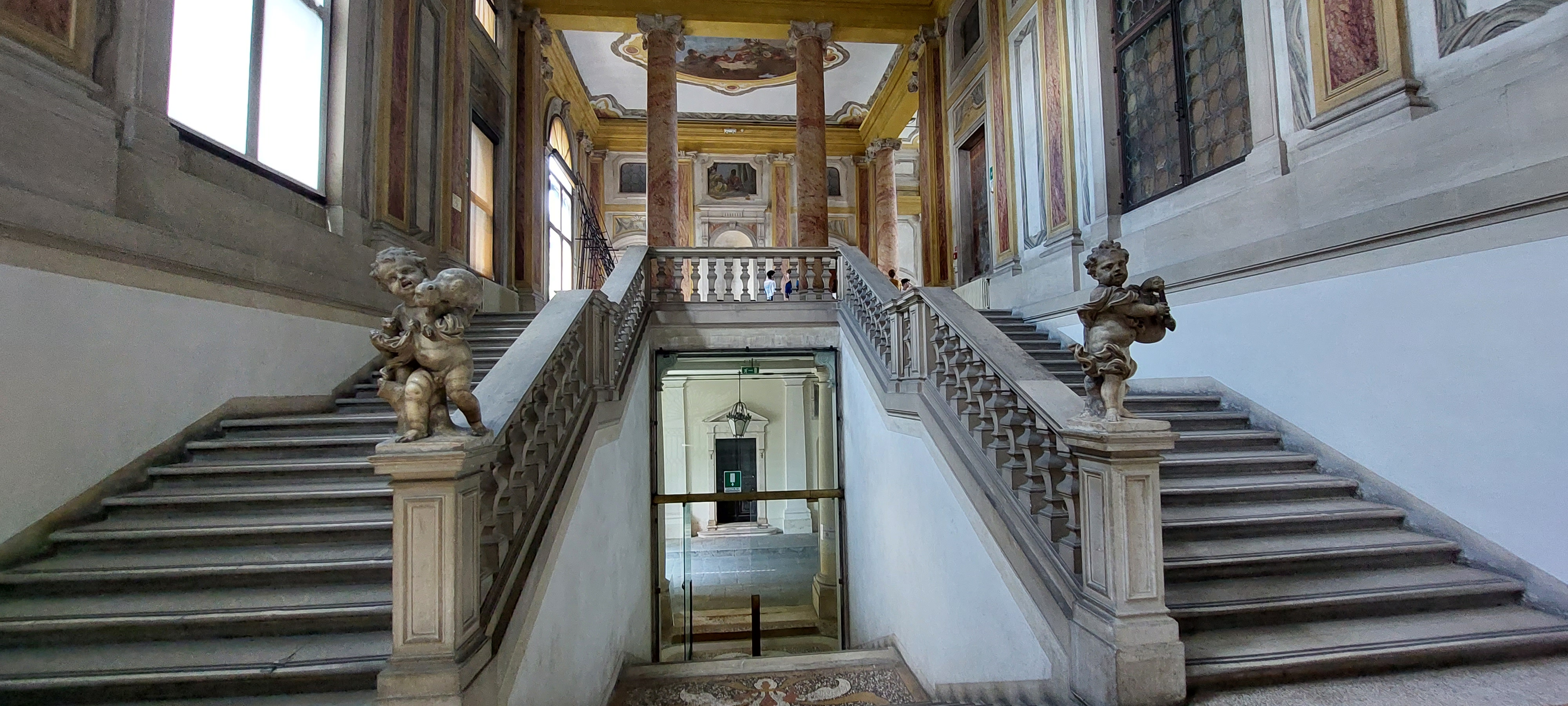
Scalone Palazzo Maldura

Costruito nel XVI secolo e più volte rimaneggiato, assume l'assetto attuale nel 1769 grazie all'intervento commissionato dal giurista Andrea Maldura (1730-1802) all'architetto Giovan Battista Novello.
La famiglia Maldura era una famiglia borghese che si arricchì con commercio di granaglie e farine. Con la costruzione della nuova dimora, Andrea Maldura voleva mostrare una prova tangibile del diritto della famiglia di essere ammessa fra le classi dirigenti alla pari con gli esponenti più qualificati dell’aristocrazia. Per la costruzione del palazzo Andrea Maldura acquista la casa della famiglia aristocratica di Claudio Mussati, con l'intento di raderla al suolo ed erigerci il nuovo fabbricato. Tuttavia la spesa risultava troppo ingente e decise di mantenere parte delle vecchie strutture incorporandole nel nuovo edificio. Ottenne il permesso per l’espansione del fabbricato nello spazio precedentemente occupato dal portico di casa Mussati, provocando un ulteriore restringimento della strada, dimostrando così la sua indifferenza nei confronti della struttura uniforme e coerente della contrada.
Giovan Battista Novello doveva adeguare le strutture interne preesistenti, di modesta dimensione, alle esigenze di rappresentanza e spettacolarità richieste del committente tenendo conto anche della parte economica.
Decise quindi di concentrare le funzioni richieste dal conte nell’atrio e nello scalone d’ingresso che risultano sproporzionati rispetto al resto dell’edificio, infatti, gli ambienti laterali rimangono invariati, viene raggiunta la suggestione dell’effetto prefisso ma il fabbricato risulta squilibrato. I vani rimangono invariati e privi di un’impostazione organica con il salone, essendo stato costruito dopo e con esigenze diverse.
La facciata principale doveva anch’essa essere monumentale ma doveva anche uniformare le contraddizioni degli interni con lo slancio del corpo centrale e il suo distacco dall’andamento monotono del resto dell’edificio.
I lavori vengono dichiarati conclusi nel 1769 anche se ci furono altre lavorazioni di completamento, in particolare per quanto riguarda l’ornamentazione interna, la quale non era ancora completata negli anni 1803-04. Gli affreschi videro impegnati artisti di qualificato mestiere come Costantino Cedini, Andrea Urbani, Giambattista Mengardi e Giambattista Canal.
Pervenuto alla famiglia Emo Capodilista, l’edificio venne una prima volta restaurato e poi, a partire dal 1817, in alcune parti ridecorato e riarredato in stile neoclassico. 
Dal 1927 al 1961 ospitò il Comando della Legione Carabinieri.

## Descrizione

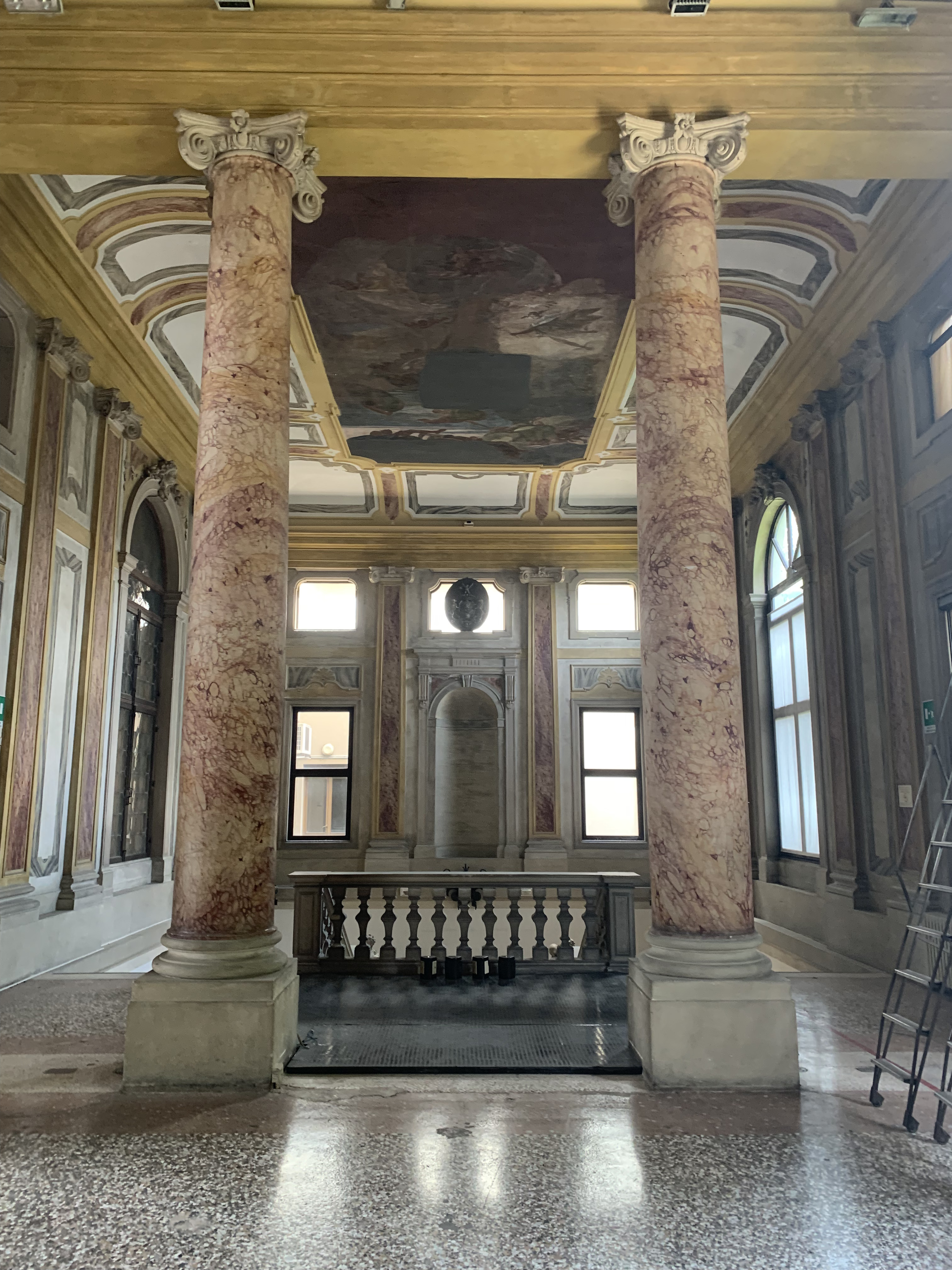
Ingresso della sala da ballo di Palazzo Maldura

Nel palazzo vi sono numerosi affreschi in ordine non omogeneo rispetto alla posizione dei diversi locali. Degno di nota è il salone centrale a doppia altezza, recentemente restaurato, ex sede di una tra le maggiori biblioteche di discipline umanistiche dell'Università di Padova.
|  |  |  |  |
|  |  |  |  |